# Сопот (Куманово)
Сопот (мкд. Сопот) је насеље у Северној Македонији, у крајње северном делу државе. Сопот припада општини Куманово.

## Географија
Сопот је смештен у крајње северном делу Северне Македоније, близу државне границе граници са Србијом, која се налази 1 километар северно од насеља. Од најближег града, Куманова, село је удаљено 12 km северно.
Село Сопот се налази у историјској области Жеглигово, у брдском крају, на приближно 480 метара надморске висине. Источно се издиже планина Рујен.
Месна клима је континентална.

## Становништво
Сопот је према последњем попису из 2002. године имао 318 становника.
Претежно становништво у насељу били су Албанци, а остало су махом Срби.
Већинска вероисповест месног становништва је ислам.